# Finn Poulsen
Finn Henning Poulsen, född 26 juni 1943  i Danmark, död 7 juni 2020 i Gottsunda distrikt, Uppsala kommun, var en dansk-svensk teaterregissör och teaterchef.

## Biografi
Efter att ha regisserat studentteater i Köpenhamn började Finn Poulsen regissera på Fiolteatret och Gladsaxe teater i samma stad, där han bland annat satte upp musikalen Hair. 1969 kom han till Riksteaterns Västerbottenensemble (senare Västerbottensteatern). 1970 var han med och startade Riksteaterns Växjöensemble (senare Kronobergsteatern). Mellan 1973 och mitten av 1980-talet var han fast regissör på Folkteatern i Göteborg där han regisserade flera pjäser av Staffan Göthe för barn och ungdom. Därefter var han verksam som regissör vid Folkteatern i Gävleborg där han bl.a. regisserade Ett litet drömspel av Staffan Westerberg varefter han 1987–1990 var konstnärlig ledare för Unga Riks, Riksteaterns barn- och ungdomsensemble. 1991–1997 var han chef för Uppsala stadsteater och 1998–2000 konstnärlig ledare för barn- och ungdomsteatern Gottsunda teater som 1999 utsågs till nationalscen för barnteater av Kulturdepartementet. 2000–2005 var han chef för Länsteatern i Örebro.
Finn Poulsen har även frilansat som regissör för Riksteatern, olika regionteatrar samt Radioteatern där han regisserat pjäser av Staffan Göthe och Henning Mankell. Han har även regisserat i USA, Tyskland och Estland. 1989 tilldelades han Svenska teaterkritikers förenings barn- och ungdomsteaterpris och 1992 Svenska Dagbladets Thaliapris.
Finn Poulsen var sambo med skådespelaren Birgitta Pettersson.

## Teater

### Regi
| År   | Produktion                                       | Upphovsmän                                         | Teater                  |
| ---- | ------------------------------------------------ | -------------------------------------------------- | ----------------------- |
| 1983 | Hästen och tranan                                | Leif Sundberg och Sara Lidman                      | Norrbottensteatern      |
| 1985 | Ett litet drömspel                               | Staffan Westerberg                                 | Folkteatern i Gävleborg |
| 1990 | Romeo och Juliet The Tragedy of Romeo and Juliet | William Shakespeare Översättning Göran O. Eriksson | Unga Riks               |
| 1993 | Sagan om bortbytingen                            | Selma Lagerlöf Dramatisering Göran Tunström        | Uppsala stadsteater     |